# Мавеве
Мавеве (Мавева) (д/н— 1872) — 2-й великий інкосі (володар) держави Газа в 1858—1864 роках. Відомий також як Мхатшва.

## Життєпис
Син інкосі Сошангане ті аристократки-свазі. Замолоду брав участь у військових кампаніях батька. Після смерті Сошангане, що сталося за різними відомостями 1856 або 1858 року виступив проти брата Мзіли, якого батько перед смертю оголосив спадкоємцем. Мавеве вважав, що оскільки він старший брат, то має більше прав на трон. До 1859 року переміг брата, якого змусив тікати з держави.
За цим виявив ворожість до португальців, намагаючись їх повністю вигнати з підвладних та сусідніх земель. Він вимагав, щоб португальська колонія в Лоренсо-Маркеш платила данину у вигляді взуття, включаючи пункт, який вимагав від вагітних португальських жінок подвійної данини. Це було підкріплено загрозою, що невиконання вимог призведе до того, що Мавеве почне політику випаленої землі проти португальських поселенців у регіоні. Онофре Луренсо де Пайва де Андраде, губернатор Лоренсо-Маркеша, відкинув цю вимогу.
У відповідь 1861 року португальці надали допомогу Мзілі, який знову виступив проти брата, завдавши тому поразки біля Матоли. Але 1862 року на декілька місяців відновився на троні. 
Потім Мавеве відступив до області Свазі, де отримав підтримку від Мсваті I. Після цього поновив війну, яка тривала до 1864 року. Зазнавши остаточної поразки відступив до північних областей держави. Зрештою отримав землі на півночі Свазіленду, де помер 1872 року.